# Berchemia pubiflora
Berchemia pubiflora là một loài thực vật có hoa trong họ Táo. Loài này được (Decne.) Miq. mô tả khoa học đầu tiên năm 1856.